# Anthophora prshewalskii
Anthophora prshewalskii är en biart som beskrevs av Morawitz 1880. Anthophora prshewalskii ingår i släktet pälsbin, och familjen långtungebin. Inga underarter finns listade i Catalogue of Life.